# György Vastagh (Maler)

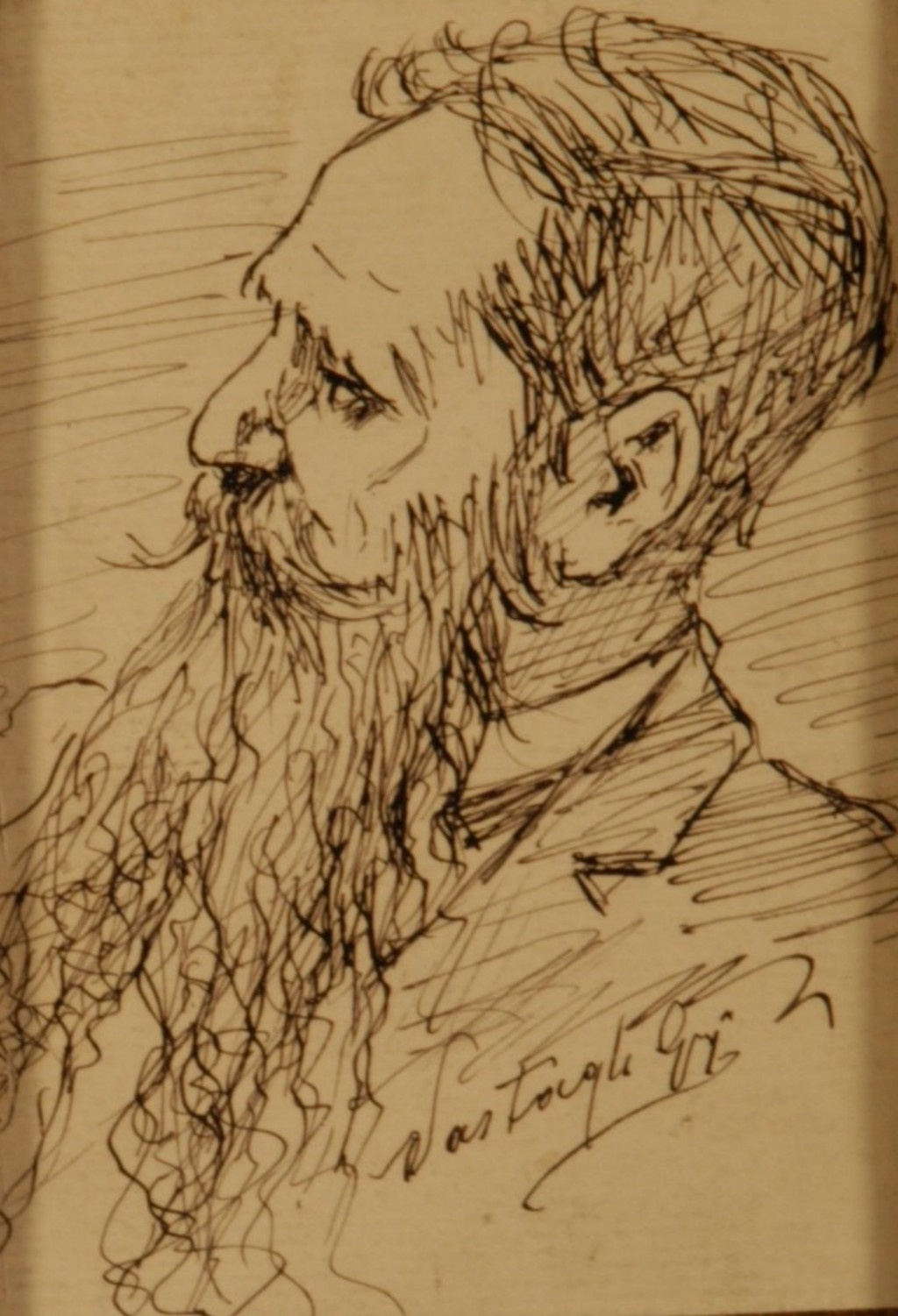
Selbstporträt

György Vastagh [ˈɟørɟ ˈvɒʃtɒɡ] (* 12. April 1834 in Szeged; † 21. Februar 1922 in Budapest) war ein ungarischer Maler.

## Leben
György Vastagh begann bereits in seiner Jugend in Szeged zu malen, 1849 nahm er an den Kämpfen im Unabhängigkeitskrieg (Ungarische Revolution 1848/1849) teil. Ab Anfang der 1850er Jahre genoss er eine künstlerische Ausbildung in Wien, wo ihn besonders Carl Rahl und Friedrich von Amerling beeinflussten. Während seiner Schaffenszeit in Wien widmete sich György Vastagh hauptsächlich der Porträtkunst und Bildern religiösen Inhalts.
Im Jahr 1857 zog der Künstler nach Klausenburg in Siebenbürgen und betrieb zunächst mit einem Freund (Ferenc Veress) ein Fotoatelier, später gründete er dort eine Familie. Aus der Ehe mit Josephine Schell entsprangen vier Kinder. In Siebenbürgen befasste er sich wiederum mit Porträtkunst, bis er sich schließlich Themen aus der ländlichen Bevölkerung zuwandte.
Im Jahr 1876 übersiedelte die Familie nach Budapest, György Vastagh bezog ein Atelier in der Innenstadt. Er arrivierte als Porträtist und hat bedeutende Persönlichkeiten aus der Aristokratie, dem sich etablierenden Bildungsbürgertum sowie aus der Politik festgehalten. Unter anderen saßen auch Lajos Kossuth, Franz Joseph I. und seine Frau Elisabeth (Sisi) in seinem Atelier Modell. Fast drei Jahrzehnte hindurch war er Hofmaler von Erzherzog Joseph Karl Ludwig von Österreich. Er war 1883 an der Ausstattung der Ungarischen Staatsoper beteiligt (Deckenfresko im Foyer). Weitere seiner Altarbilder finden sich in Budapest, Szeged, Arad und Temesvár.
György Vastagh war der erste Künstler in der Künstlerfamilie Vastagh. Er ist der Vater des Malers Géza Vastagh (1866–1919) und des Bildhauers György Vastagh (1868–1946), Schwiegervater des Rechtsmediziners und Histologen Dr. Balázs Kenyeres (1865–1940) und der Kunsthandwerkerin Olga Benczúr (1875–1962) sowie Großvater der Bildhauerin Éva Vastagh (1900–1942) und des Bildhauers László Vastagh (1902–1972).
Die Familie Vastagh steht in einer verwandtschaftlichen Beziehung mit dem ungarischen Maler Gyula Benczúr und mit der böhmischen Künstlerfamilie Max (Gabriel von Max).